# Skyer (dokumentarfilm)
|  | Denne artikel er oprettet af botten Steenthbot ud fra en ekstern database. Den kan derfor have sproglige fejl eller mangler. Denne skabelon kan fjernes efter kontrol af indholdet. |

 For alternative betydninger, se Skyer (flertydig). (Se også artikler, som begynder med Skyer)
Skyer er en dansk dokumentarfilm fra 1994 instrueret af Pi Michael.

## Handling
DR fik i 1994 et sjældent interview med Jørn Utzon. I udsendelsen besøger vi både operaen i Sydney, parlamentet i Kuwait og andre af Jørn Utzons mesterværker. Den verdensberømte danske arkitekt inviterer desuden indenfor i et af sine mest personlige værker, nemlig hans eget hus på Mallorca. Her fortæller han om sit liv som arkitekt.